# Cantharellus friesii
Cantharellus friesii é uma espécie de fungo pertencente à família Cantharellaceae.

## Galeria

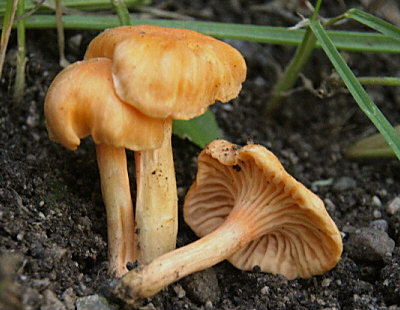
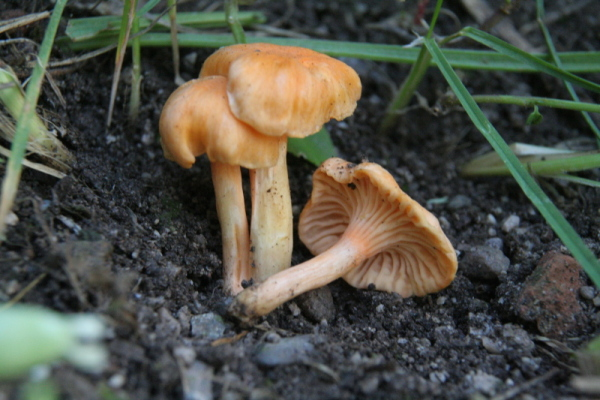